# Broscăuți
Broscăuți is een Roemeense gemeente in het district Botoșani.
Broscăuți telt 3476 inwoners.